# Rui Boto
Rui Boto exerceu o ofício de chanceler-mor durante a maior parte do reinado de D. Manuel I de Portugal (até julho de 1520).

## Carreira
A carreira deste letrado na administração central foi bastante longa: iniciou-a durante o reinado de D. Afonso V, quando foi nomeado desembargador da Casa da Suplicação em 1476; quando D. João II subiu ao trono, era Terceiro dos Agravos, e já tinha sido Ouvidor da Suplicação; foi durante esse reinado que se tornou Chanceler-mor, antes de abril de 1494.
Foi conselheiro dos dois últimos monarcas que serviu e distinguiu-se por ter sido um dos responsáveis pela reforma dos forais e das Ordenações.